# 聖瑪格麗塔島
聖瑪格麗塔島是墨西哥的島嶼，位於下加利福尼亞半島南部以西的加利福尼亞灣海域，由南下加利福尼亞州負責管轄，長38公里、寬8.3公里，面積231平方公里，最高點海拔高度610米，2005年人口128。
24°27′N 111°50′W / 24.450°N 111.833°W